# مالیس
مالیس (به آلمانی: Malliß) یک شهر در آلمان است که در لودویگسلوست-پارشیم واقع شده‌است. مالیس ۱٬۴۰۶ نفر جمعیت دارد.

## خواهرخوانده
شهر Velen خواهرخواندهٔ مالیس هست.